# El Coco (Coclé)
Pour les articles homonymes, voir El Coco.
El Coco est un corregimiento situé dans le district de Penonomé, province de Coclé, au Panama. En 2010, la localité comptait 5 605 habitants.